# イェスン・テエ
イェスン・テエ（モンゴル語: Yesün te'e、? - 1251年）は、13世紀前半にモンゴル帝国に仕えたウリヤンカン部出身の千人隊長の一人。
『元朝秘史』や『元史』などの漢文史料では也孫帖額(yĕsūntièé)/葉孫脱(yèsūntuō)、『集史』などのペルシア語史料ではییسون توا طرقی(yīsūn tūā ṭarqī)と記される。『集史』の表記に従い、イェスン・トゥアとも表記される。

## 概要
「四狗」の一人に数えられるチンギス・カンの重臣の一人ジェルメの息子で、兄にはイェス・ブカがいた。
『元朝秘史』によると、1206年にチンギス・カンがケシクテイ（親衛隊）の制度を整備した際に、イェスン・テエはコルチ（箭筒士）の長官に任ぜられたという。箭筒士の長官には他にもブギデイ、ホルクダク、ラブラカらがいたが、イェスン・テエはこれらの長官の上に立ち、箭筒士全体を統轄する地位にあった。そのため、イェスン・テエの率いる箭筒士は特に「大箭筒士（イェケス・コルチン）」と呼ばれたという。『集史』には部下のオゲレ・コルチを引き立てたため、オゲレは高位・高名となったことなどが記されている。『集史』「チンギス・カン紀」の「千人隊長一覧」では右翼19番目の千人隊長として名前が挙げられている。
1229年に第2代皇帝オゴデイが即位すると多くのケシクテイ長官が一新された中でイェスン・テエのみは留任され、引き続きオゴデイの側近として活躍した。しかし、オゴデイが亡くなるとその庶長子のグユクを推す勢力とトルイ家のモンケを推す勢力との間で政争が激化した。イェスン・テエはオゴデイ家派としてグユクを支持し、一度はグユクが即位したものの即位後数年で病死したため、1251年に今度はモンケが即位することとなった。モンケは即位してすぐに自らの即位に反対したオゴデイ家派勢力に弾圧を加え、オゴデイ家派最大の実力者イルチダイとイェスン・テエは処刑されてしまった。そのため、イェスン・テエの子孫についての記録は残されていない。

## ウリヤンカン部ジェルメ/スブタイ家
- ジャルチウダイ・エブゲン（J̌arči'udai ebügen ＞札児赤兀歹/zháérchìwùdǎi）
  - 千人隊長ジェルメ・ウハ（J̌elme ＞者勒蔑/zhělèmiè,جَلمه اوهَه/jalma ūha）
    - 太師イェス・ブカ（Yesü buqa ＞也速不花/yĕsùbùhuā,ییسوقا تایشی/yīsūbūqā tāīshī）
    - 箭筒士イェスン・テエ（Yesün te'e ＞也孫帖額/yĕsūntièé,ییسون توا طرقی/yīsūn tūā ṭarqī）

  - 千人隊長スブタイ（Sübe'etei ＞速別額台/sùbiéétái,سوبداى/sūbdā'ī）
    - 大元帥ウリヤンカダイ（Uriangqadai ＞兀良合台/wùliánggĕtái,اوريانكقداى/ūrīānkqadāī）
      - 都元帥ココチュ/ココテイ（Kököčü/Kökötei ＞闊闊帯/kuòkuòdài,كوكچو/kūkuchū）
      - 都元帥・中書左丞相アジュ（Aju ＞阿朮/āzhú,آجو/ājū）
        - 河南王ブリルギテイ（Bürilgitei ＞卜憐吉帯/bŭliánjídài）
          - 江浙行省平章政事トントン（Tongtong ＞童童/tóngtóng）